# Mauro Gambetti
Mauro Gambetti OFM Conv. (n. 27 octombrie 1965, Castel San Pietro Terme, Emilia-Romagna, Italia) este un călugăr franciscan italian, cardinal din 2020. În perioada 2013-2020 a fost custode general al Mănăstirii Sfântul Francisc din Assisi.
Papa Francisc l-a ridicat la rangul de cardinal la 28 noiembrie 2020.

## Biografie
Mauro Gambetti s-a născut la Castel San Pietro Terme, Italia, la 27 octombrie 1965. A obținut o diplomă în inginerie mecanică la Universitatea din Bologna. S-a alăturat Ordinului Franciscan în septembrie 1992 și și-a făcut jurămintele finale pe 20 septembrie 1998.
A obținut o diplomă de licență în teologie la Institutul Teologic din Assisi și una de licență în antropologie teologică la Facultatea de Teologie din Italia Centrală, în Florența. A fost hirotonit preot la 8 ianuarie 2000 la Longiano. A fost animator al ministerului tineretului și al vocației pentru Emilia-Romagna iar din 2005 până în 2009 a fost lider și animator al comunității religioase.
În primăvara anului 2009 călugării provinciei Bologna, care au responsabilitatea mănăstirilor conventelor franciscane minorite din Emilia-Romagna, l-au ales pentru un mandat de patru ani ca superior al acestora. El a deținut această funcție până la 22 februarie 2013, când conducerea ordinului l-a numit în fruntea custodiei generale a Mănăstirii San Francesco din Assisi pentru un mandat de patru ani, din 2013 până în 2017, cu titlul custode general. În același timp, episcopul de Assisi l-a numit vicar episcopal pentru îngrijirea pastorală a Bazilicii Sfântul Francisc de Assisi și a altor lăcașuri de cult conduse de frații minori conventuali din acea episcopie. El a fost confirmat pentru un alt mandat ca Custode General în 2017.
Din 2009 până în 2013 a ocupat funcția de președinte al Conferinței italiene a superiorilor majori (CISM) pentru Emilia Romagna și vicepreședinte al Conferinței intermediteraneene a miniștrilor provinciali (CIMP). Din 2010 este asistent regional al Ordinului Franciscan Secular (OFS) pentru Emilia-Romagna. A fost ales președinte al Federației Intermediteraneene a Fraților Minori Conventuali în septembrie 2017.
La 25 octombrie 2020 papa Francisc a anunțat că îl va ridica la demnitatea de cardinal într-un consistoriu programat pentru 28 noiembrie 2020. Gambetti este primul franciscan conventual care a devenit cardinal după anul 1861. Termenul său de custode generale trebuia să expire în 2021  dar în locul său a fost succedat în 12 noiembrie de către părintele Marco Moroni. Întrucât cardinalii sunt de regulă episcopi, el a fost sfințit episcop la 22 noiembrie în Bazilica din Assisi de către cardinalul Agostino Vallini, devenind arhiepiscop titular al Thisiduo. În data de 28 noiembrie papa Francisc l-a făcut cardinal și i-a acordat Biserica Sfântul Nume al Mariei din Forul lui Traian. La 16 decembrie a fost numit membru al Congregației pentru Institutele de Viață Consacrată și Societățile de Viață Apostolică.